# Sciara stigmatopleura
Sciara stigmatopleura är en tvåvingeart som beskrevs av Edwards 1925. Sciara stigmatopleura ingår i släktet Sciara och familjen sorgmyggor. Inga underarter finns listade i Catalogue of Life.